# Huntsville (Tennessee)
Huntsville è un comune degli Stati Uniti d'America, situato nello Stato del Tennessee, nella Contea di Scott, della quale è il capoluogo.